# Glitzerbrillantkolibri
Der Glitzerbrillantkolibri (Eugenes spectabilis Syn.: Heliomaster spectabilis) ist ein Vogel aus der Familie der Kolibris (Trochilidae). Er kommt in Costa Rica und im westlichen Panama vor. Der Bestand wird von der IUCN als „nicht gefährdet“ (least concern) eingestuft.

## Merkmale

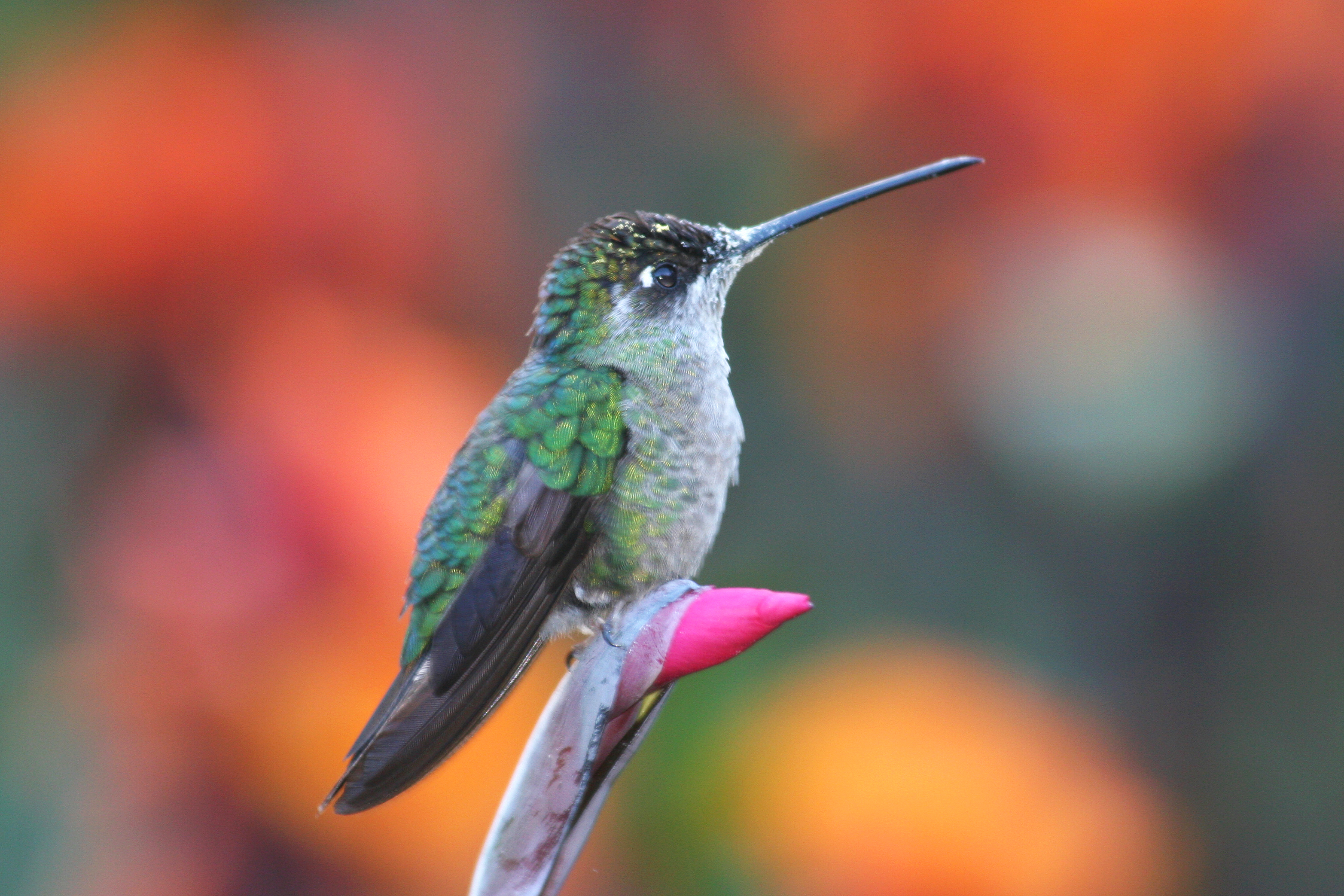
Glitzerbrillantkolibri ♀

Der Glitzerbrillantkolibri erreicht eine Körperlänge von etwa 13,0 cm bei einem Gewicht der Männchen von ca. 9,4 bis 10,4 g und der Weibchen von ca. 7,9 bis 9,0 g. Das Männchen hat einen matt schwarzen vorderen Oberkopf mit grüner Tönung. Die Federn ziehen bis vor und bedecken den Bereich der Nase. Der Oberkopf ist metallisch violettblau bis purpurn. Der Nacken und der Vorderrücken sind matt schwarz. Die Seite des Oberkopfes und die Ohrdecken sind dunkelgrün. Hinter dem Auge befindet sich ein weißer Punkt. Der Rest der Oberseite inklusive der Steuerfedern sind bronzegrün bzw. goldengrün. Die Steuerfedern haben manchmal eine blasse gräuliche Spitze. Die Handdecken sind extrem dunkelgrün, die Schwungfedern dunkel bräunlich aschfarben bis dunkel mit einer zarten violetten Tönung. Die Zügel sind tief schwarz. Das Kinn und die Kehle ist metallisch bläulich grün, die Brust dunkel bronzegrün. Der Bauch ist ähnlich gefärbt, aber etwas mit bräunlich grau gemischt. Die Unterschwanzdecken sind matt bronzegrün und die Federn haben blasse gelbbraune Säume. Das Weibchen hat eine matt dunkelgrüne Oberseite inklusive der zwei zentralen Steuerfedern. Hinter dem Auge befindet sich ebenso ein postokularer weißer Fleck. Die Zügel und Ohrdecken sind aschschwarz. An der Basis sind die äußeren drei Steuerfedern bronzegrün, haben eine schwarze Endbinde und bräunlich graue Spitzen, die an den äußeren Federn am breitesten sind. Die Schwungfedern sind dunkel bräunlich aschfarben bis dunkel mit violettem Schimmer. Die Kehle ist bräunlich grau und die Federn haben matte gelbbraune Spitzen. Der hintere Bereich der Unterseite ist matt bräunlich grau mit ausgewaschenen matten Grünfärbungen. Die Flanken sind dunkelgrün, die Unterschwanzdecken bräunlich grau ebenfalls mit mattem Grün. Jungtiere ähneln den Weibchen, doch ist die Unterseite dunkler und brauner, insbesondere an der Kehle. Dabei wirken sie blass gelbbraun geschuppt. Die Federn der Oberseite haben gelbbraune Fransen, insbesondere an Nacken und Oberkopf. Die Iris aller Geschlechter ist vermutlich dunkelbraun. Beine und Krallen sind schwarz.

## Fortpflanzung
Die Brutsaison des Glitzerbrillantkolibris in Costa Rica ist von November bis März. Das Nest ist ein voluminöser Kelch aus weichen Pflanzendaunen, feinen Fasern und Wurzeln. Die Außenfläche des Kelchs ist mit Moos und Flechtenstücken bedeckt. Der Außenradius ist 8,0 bis 9,0 cm, der Innenradius 3,5 bis 4,0 cm und die Nesttiefe 4,0 bis 4,5 cm. Dieses wird in 1,5 bis 3 Metern über dem Boden angebracht, meist an der Spitze von Bambus und im dichten Waldunterwuchs am Waldrand oder nahe Lichtungen. Ein Gelege besteht aus zwei Eiern und die Nestlinge werden in weniger als 25 Tagen flügge. Zur Paarung verfolgt das Männchen das Weibchen. Beide Geschlechter singen, bevor es zu Kopulation kommt. Dann fliegt das Männchen auf das Weibchen, das ihre Flügel spreizt, während das Männchen flattert, um die Balance zu halten. Dieses dauert ca. 7 bis 8 Sekunden. Dann fliegt das Weibchen davon und das Männchen verfolgt sie weiter. Vermutlich ist der Glitzerbrillantkolibri polygam.

## Lautäußerungen
Der Gesang des Glitzerbrillantkolibris wird als weich, tief und aus brabbelnden, kratzenden, summenden Tönen beschrieben. Der Ruf besteht aus einem kehligen rollenden nrrt oderdrrk. Bei aggressivem Verhalten gibt er eine Reihe schneller, hoher, klarer und flüssiger Tschilps von sich. Im Flug hört man das Vibrieren der Flügel.

## Verhalten und Ernährung
Der Glitzerbrillantkolibri ernährt sich von Nektar, doch ist seine Nahrung wenig erforscht. Zu den Blüten, die er anfliegt, gehören Kratzdisteln, Centropogon, verschiedene Epiphyten wie Cavendishia smithii und Macleania glabra, Heidekrautgewächse, Ranken wie Passionsblumen, Bromelien wie Thecophyllum orosiense und Bomarea castaricensis, Fuchsien, Hammersträucher, Salvia iodichroa sowie die Blüten von anderem Gestrüpp. Sehr wahrscheinlich ernährt er sich auch von Weichtieren, die er in der Luft jagt oder von Blättern absammelt. Gegenüber kleineren Kolibris wie Vulkanelfe (Selasphorus flammula), Berg-Veilchenohrkolibri (Colibri cyanotus) und Feuerkehlkolibri (Panterpe insignis) tritt er sehr dominant auf. Insbesondere in der Blütezeit der Kratzdisteln ist sein Verhalten sehr aggressiv.  Seinen Schnabel reinigt er durch Reiben an Zweigen.

## Verbreitung und Lebensraum

Verbreitungsgebiet des Glitzerbrillantkolibri (grün)

Der Glitzerbrillantkolibri bewegt sich in bergigen Eichenwäldern und ist da am häufigsten an deren Rändern unterwegs. Ebenso sieht man ihn in lichten Baumkronen und der angrenzenden Sekundärvegetation. In Costa Rica kommt er in der Cordillera Central und in der Cordillera de Talamanca vor. In Panama findet man ihn im westlichen Teil der Provinz Chiriquí am Volcán Barú. In Costa Rica bewegt er sich in Höhenlagen ab 2000 Metern und damit an der Baumgrenze, aber meist über 2500 Metern. Sporadisch kann er auch mal bis 1850 Meter vorkommen. In Panama ist seine Range von 1600 bis 2400 Metern.

## Unterarten
Der Glitzerbrillantkolibri gilt als monotypisch. Lange wurde er als Unterart des Violettkron-Brillantkolibri (Eugenes fulgens) betrachtet.

## Etymologie und Forschungsgeschichte
Die Erstbeschreibung des Glitzerbrillantkolibris erfolgte 1867 durch George Newbold Lawrence unter dem Namen Heliomaster spectabilis. Das Typusexemplar stammte aus Costa Rica und wurde ihm vom damaligen costa-ricanischen Konsul Alfred G. Garsia in Boston zur Verfügung gestellt. 1856 führte John Gould die neue Gattung Eugenes ein. Der Name stammt vom griechischen Wort ευγενής eugenḗs, das „nobel, hochgeboren“ bedeutet. Der Artname spectabilis bedeutet „bemerkenswert, auffallend“.